# 米拉戈阿訥湖
米拉戈阿訥湖（法語：Étang de Miragoâne）是海地的湖泊，位於該國西南部，處於米拉瓜納東南面1公里，由大灣省負責管轄，長12公里、寬5公里，面積25平方公里，海拔高度14米。